# Philippe Rukamba
Philippe Rukamba (* 26. Mai 1948 in Kabarondo, Ruanda) ist ein ruandischer Geistlicher und römisch-katholischer Bischof von Butare.

## Leben
Philippe Rukamba empfing am 25. Juli 1974 das Sakrament der Priesterweihe.
Am 2. Januar 1997 ernannte ihn Papst Johannes Paul II. zum Bischof von Butare. Der emeritierte Bischof von Kibungo, Joseph Sibomana, spendete ihm am 12. April desselben Jahres die Bischofsweihe; Mitkonsekratoren waren der Bischof von Kibungo, Frédéric Rubwejanga, und der emeritierte Bischof von Butare, Jean-Baptiste Gahamanyi. Vom 28. Mai 2012 bis zum 26. November 2014 war er während der Sedisvakanz zudem Apostolischer Administrator des Bistums Gikongoro.